# 가가우즈어
가가우즈어는 몰도바, 우크라이나 등에 사는 가가우지아인이 사용하는 튀르크어파 언어이다. 이름이 같은 발칸 가가우즈 터키어와는 어느 정도 차이가 있다. 언어 인구는 약 15만 명이며 그 중 약 12만 명이 몰도바에 거주한다.

## 문자
19세기 후반 그리스 문자를 사용한 기록이 보인다. 1957년 키릴 문자를 사용한 정서법이 처음 제정되었다. 소련 붕괴 이후 1996년부터 라틴 문자를 사용한 표기법이 쓰이고 있다.

### 키릴 문자
| А а | Ää  | Б б | В в | Г г | Д д | Е е | Ё ё |
| Ж ж | З з | И и | Й й | К к | Л л | М м | Н н |
| О о | Ö ö | П п | Р р | С с | Т т | У у | Ӱ ӱ |
| Ф ф | Х х | Ц ц | Ч ч | Ш ш | Щ щ | Ъ ъ | Ы ы |
| Ь ь | Э э | Ю ю | Я я |     |     |     |     |

### 라틴 문자
| А а | Ä ä | B b | C c | Ç ç | D d | Е е | F f |
| G g | H h | I ı | İ i | J j | K k | L l | M m |
| N n | O o | Ö ö | Р р | R r | S s | Ş ş | T t |
| Ţ ţ | U u | Ü ü | V v | Y y | Z z |     |     |

## 분포
러시아(북카프카스), 루마니아, 불가리아, 세르비아 몬테네그로, 그리스, 터키(에디르네)에도 약간의 언어 사용 인구가 있다.

## 문법
투르크어족에 속하는 언어지만, 여성을 나타내는 접사 등의 존재가 슬라브어족에 영향을 받았다.